# Смирнов, Евгений Александрович (политик)
Евгений Александрович Смирнов (15 ноября 1937 года, д. Райки, Ленинградская область) — государственный, партийный и общественный деятель; гидростроитель. Председатель Совета Министров Республики Хакасия в 1992—1997 годах.

## Биография
Родился 15 ноября 1937 года в деревне Райки Порховского района Ленинградской (с 1944 года — Псковской) области.
После окончания в 1960 году Харьковского политехнического института был направлен на Ново-Краматорский машиностроительный завод инженером — конструктором. В 1961 году был откомандирован в распоряжение подразделения Министерства энергетики и электрификации СССР и направлен на строительство Братской ГЭС. В системе Минэнерго СССР отработал с 1961 по 1982 год на строительстве Братской, Красноярской и Саяно-Шушенской гидроэлектростанций.
В 1980 году был избран секретарем парткома управления «Красноярскгэсстрой», затем секретарем Саяногорского ГК КПСС, в 1985 году переведен заведующим отделом строительства Хакасского обкома КПСС. С 1988 по 1992 год работал в Хакасском облисполкоме.
В 1992 году был избран Председателем Совета Министров Республики Хакасия. Входил в состав Совета Федерации в 1996—1997 годах. В 1998 году избран заместителем председателя Федерации профсоюзов Республики Хакасия.

## Награды
- Орден «Знак Почёта» (1973);
- Орден «Трудового Красного Знамени» (1979);
- медали «За доблестный труд, в ознаменование 100-летия со дня рождения В. И. Ленина» (1970), «За трудовое отличие» (1986), «Ветеран труда» (1987), «100-лет профсоюзам» (2005).